# Joan Baptista Xuriguera i Parramona

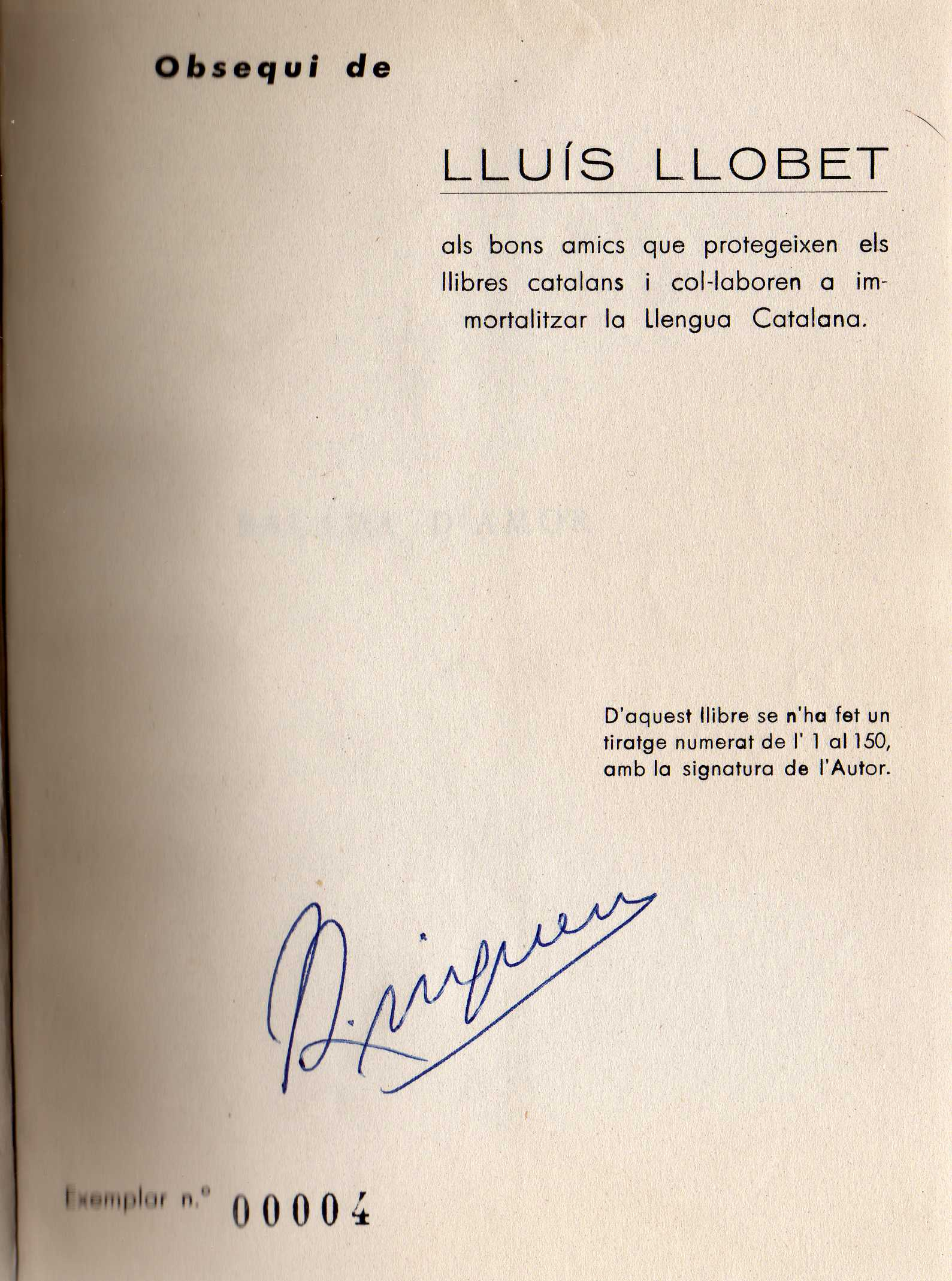
Autògraf de l'escriptor al llibre Balada d'Amor, 1963

Joan Baptista Xuriguera i Parramona (Menàrguens, Noguera, 17 de juny del 1908 – Barcelona, 17 d'octubre del 1987) fou un escriptor, traductor i filòleg català.

## Biografia
Era germà del també escriptor Ramon Xuriguera i Parramona. El 1913, la seva família es traslladà a Lleida, ja que el seu pare havia estat nomenat conserge del Liceu Escolar. Estudià al Liceu Modern, una institució pedagògica progressista fundada per Frederic Godàs, de qui quaranta anys més tard en publicaria la biografia.
Als 20 anys, fundà l'Agrupació Cultural Lleidatana, i assumí la direcció de la revista Lleida, substituint-hi el seu germà Ramon.
En l'àmbit polític, va ser militant del grup lleidatà del Partit Comunista Català (1926) i un dels fundadors de Joventut Esquerrana (1930), organització que s'acabaria integrant al Bloc Obrer i Camperol. L'any 1932 es trasllada a Barcelona, on comença a treballar com a funcionari a l'Ajuntament a partir del 1933.
El 1936, amb l'esclat de la Guerra Civil, torna a Lleida i forma part dels primers ajuntaments revolucionaris com a representant del Partit Obrer d'Unificació Marxista, sent alcalde accidental de la Paeria de Lleida el mateix any, quan municipalitzà els teatres de la ciutat. Tanmateix, arran de l'exclusió d'aquest partit de l'ajuntament lleidatà el 1937, retorna a Barcelona, i el març del 1938 s'establí a La Vajol (Alt Empordà). El 26 de gener del 1939 s'exilia a França, primer a Cauçada i més tard a Montalban, on fundà el Casal Català de Montalban. Durant l'exili, va treballar com a docent a l'Escola de Cecs i Mutilats de la Mà Dreta (1940) i a l'Escola Espanyola (1942-1944) i va treballar en el grup 533 dels quàquers (1943). En aquest període començà a escriure la novel·la de caràcter autobiogràfic La vida de Joan Ventura, que es publicaria en set volums entre 1963 i 1987.
El desembre del 1948 tornà a Catalunya i s'instal·la a Térmens, i posteriorment s'estableix a Barcelona. Tot i que va sol·licitar el reingrés a l'Ajuntament de Barcelona, la seva petició no va ser acceptada, de manera que es va dedicar a l’ensenyament i a les traduccions per encàrrec. Va ser gerent de l'"Academia Künhel" a Mollerussa i, posteriorment a Barcelona entre 1953 i 1961. Alhora, s'editava les seves obres en una editorial pròpia, Edicions Ilerda i col·laborava activament amb el Centre Cultural Lleidatà de Barcelona, on n'edità el butlletí mensual entre 1969 i 1981. Guanyà la Flor Natural en els Jocs Florals de la Llengua Catalana de Buenos Aires el 1960, i el Premi Ignasi Iglésias de teatre en els Jocs de Caracas del 1966 amb l'obra La reina Margarida de Montferrat.
Després de la restauració de la democràcia, l'any 1977 reingressa a l'Ajuntament de Barcelona, treballant al Museu d'Història de la ciutat fins a la seva jubilació, el 1987. Morí aquell mateix any i la Paeria de Lleida li dedicà un carrer al barri de Pardinyes. Tres anys més tard, Térmens també n'hi dedicà un i, el 1995, Menàrguens posà el seu nom al Centre Cultural de la vila. A més, el Centre Comarcal Lleidatà de Barcelona convoca el Premi de narrativa breu Germans Xuriguera en homenatge als dos germans escriptors (segona edició el 2007).
Entre 1926 i 1939, Xuriguera publicà col·laboracions en diverses publicacions periòdiques, com Lleida (1921-1930), L'Ideal, Vida Lleidatana, El país, La jornada, Front (d'on fou secretari de redacció), L'Hora i Combat. Després de la guerra, escrigué a revistes de l'exili com Per Catalunya (Niça, 1945), Quaderns de l'exili i Xaloc. A més, va traduir obres al castellà o al català d'autors clàssics com Corneli Nepos (Vidas de varones ilustres, 1963), Plaute (Comedias, 1965), Xenofont (Historia griega, 1965), Aristòfanes (Comedias completas, 1957) i Saint-Beuve (Retratos literarios, 1955). També va traduir obres de caràcter religiós o espiritual (Dietrich Bonhoeffer Vida en comunitat, Ernesto Cardenal La vida en l'amor, Yves Congar La crisi dins l'Església i monsenyor Lefebvre, Roger Garaudy Militància marxista i existència cristiana, Anthony de Mello El cant de l'ocell, Daniel Planque La castedat conjugal) i de literatura en general (Bernat Metge El sueño, Fénelon Aventuras de Aristonoo, Morris West Filla del silenci i El caso Orgagna).
El seu fons bibliogràfic va ser donat a la Universitat de Lleida i consta de 412 monografies i també d'autògrafs literaris, així com reculls d'articles publicats, correspondència i papers diversos relacionats amb la seva vida i obra. El material que va fer servir per les seves classes a França va ser dipositat a la Universitat Rovira i Virgili i conté 342 documents, entre llibres i revistes.

## Obres

### Novel·la
- Baptista Xuriguera Desembre Barcelona: Col·lecció Balagué, 1934 (reed. Barcelona: Eds. 1984, 2008)
- Baptista Xuriguera Hilde Barcelona: Llibreria Central, 1935 (reed. Vilanova i la Geltrú: El cep i la nansa, 2007)
- Margarit Barcelona: Ilerda, 1959 (reed. Vilanova i la Geltrú: El cep i la nansa, 2008)
- La vida de Joan Ventura (1963-1987):
  - I. El pare Barcelona: Ilerda, 1963
  - II. La vida nova Barcelona: Ilerda, 1966
  - III. El temps jove Barcelona: Ilerda, 1967
  - IV. El núvol de foc Barcelona: Ilerda, 1971
  - V. Les hores heroiques (Del 12 de febrer al 18 de juliol de 1936) Barcelona: Pòrtic, 1985
  - VI. La guerra civil (19 juliol 1936 - 26 gener 1939) Barcelona: El Llamp, 1986
  - VII El pont de l'exili Lleida: Virgili i Pagès, 1987

### Teatre
A continuació del títol, entre parèntesis, data d'estrena de l'obra si és anterior a la data de l'edició.
- La ferma resolució, inèdita, 1934-1935
- La meva dona és aquesta, inèdita, del 1935
- La pau regna al camp (1936), en tres actes. Lleida: Combat, 1936
- Els pares del soldat, inèdita, 1937
- L'amor damunt camp d'or, inèdita, 1938
- Aníbal: poema dramàtic, en tres actes escrita en versos alexandrins. Barcelona: ed. de l'autor, 1957
- Don Joan (1959), en tres actes. Barcelona: Ilerda, 1961 (segona edició, Barcelona: Millà, 1982)
- La joia de morir (1963), en tres actes. Barcelona: Millà, 1980
- La reina Margarida de Montferrat, poema dramàtic en tres actes en vers. Barcelona: Ilerda, 1967
- Capses humanes, en tres actes. Barcelona: Ilerda, 1971
- Lucrècia, poema dramàtic en tres actes en vers. Barcelona: Millà, 1980
- La ciutat nova, en tres actes. Barcelona: Millà, 1981
- La veu del destí, en tres actes. Barcelona: Millà, 1983
- Hotel París, en un acte. Barcelona: Millà, 1986
- Níssia, reina de Lídia, inèdita, del 1987

### Poesia
- La història del meu amor, poema presentat als Jocs Florals de Barcelona del 1929[5]
- Indíbil i Mandoni: poema èpic Barcelona: Arca - Torrell de Reus, 1955 (reed. Barcelona: Claret, 1983)
- El cor vermell: poesies Barcelona: ed. de l'autor, 1958 (reed. Barcelona: Claret, 1984)
- Les ales del vent Barcelona: Rafael Dalmau, 1962
- Balada d'amor Barcelona: Rafael Dalmau, 1963 (reed. Barcelona: Claret, 1974)
- El silenci rebel Barcelona: Rafael Dalmau, 1976
- L'horta daurada Juneda: Fonoll, 2008

### Llengua
- Dictionnaire practique catalan-français Barcelona: Arimany, 1968 (1977)
- Els verbs catalans conjugats Barcelona: Claret, 1972 (més de 40 reimpressions)
- Nou diccionari de la llengua catalana Barcelona: Claret, 1975 (12a. ed. 1993)
- Jordi Baulies i Joan B. Xuriguera Diccionari terminològic de l'administració municipal castellà-català Barcelona: Ajuntament de Barcelona, 1980
- Los verbos conjugados Barcelona: Claret, 1983
- Els verbs conjugats Barcelona: Claret, 2002 (reimprès diverses vegades)

### Assaig
- L'organització de la joventut Lleida: L'Espurna, 1931
- Baptista Xuriguera La cuestión religiosa Barcelona: Centro de información bibliográfica, 1932
  - La qüestió religiosa 1932
- Léon Cladel, l'escriptor i la seva obra (1943), inèdita
- Baptista Xuriguera El camí de Catalunya Montauban: ed. de l'autor, 1945 (2 edicions)
- Federico Godás Legido Barcelona: Ilerda, 1960
- Aníbal a Catalunya Barcelona: Rafael Dalmau, 1963 (1993)
- Els germans Indíbil i Mandoni Barcelona: Ilerda, 1964
- Evocació de Balaguer Barcelona: Ilerda, 1966
- Evocació de Lleida Barcelona: Ilerda, 1968
- Blanxú (1970), inèdita
- Diccionari de poemes. Les grans produccions poètiques catalanes Barcelona: Ilerda, 1970
- Tres moments històrics (Indíbil i Mandoni, Aníbal a Catalunya, Evocació de Balaguer) Barcelona: Pòrtic, 1971
- Els comtes d'Urgell i la ciutat de Balaguer Barcelona: Pòrtic, 1973
- Margarida de Montferrat, comtessa d'Urgell Barcelona: Rafael Dalmau, 1977
- L'altra cara de la història de Catalunya Barcelona: Rafael Dalmau, 1979
- La darrera branca dels comtes d'Urgell Barcelona: 7 i mig, 1981
- Els destins de la ciutat de Lleida Barcelona: Rafael Dalmau, 1981
- Diari del primer any d'exili a França Barcelona: 7 i mig, 1981
- Els núvols de l'Empordà (La Vajol, Figueres, Roses, L'Escala) Barcelona: Claret, 1984
- Els grans errors de la història de Catalunya Barcelona: Claret, 1985
- Les nostres noces d'or 1936-1986. J.B.Xuriguera i Lola Solà [Campabadal] Barcelona: Xuriguera, 1986. Conté, entre altres materials, tres contes curts
- La meva ciutat de Balaguer. Pregó de les festes del Sant Crist 1987 Balaguer: Ajuntament, 1987